# Championnat de Polynésie française de football 2009-2010
Navigation
Saison précédente Saison suivante
La saison 2009-2010 du Championnat de Polynésie française de football est la soixante-troisième édition du championnat de première division en Polynésie française. Les neuf meilleurs clubs de Polynésie sont regroupés au sein d'une poule unique, la Ligue Mana, où ils s'affrontent deux fois au cours de la saison. Les six premiers jouent une deuxième phase pour déterminer le champion tandis que les trois derniers doivent disputer une poule de promotion-relégation face aux clubs de Division 2.
C'est l'AS Tefana qui est sacré champion de Polynésie cette saison après avoir terminé en tête du classement final avec neuf points d’avance sur l'AS Vaiete et l'AS Tamarii Faa'a. C'est le deuxième titre de champion de Polynésie française de l’histoire du club, qui réussit même le doublé en s'imposant en finale de la Coupe de Polynésie française face à l'AS Dragons.

## Qualifications continentales
Le club champion de Polynésie française obtient son billet pour la Ligue des champions de l'OFC 2010-2011.

## Les clubs participants
| - AS Pirae - AS Tefana - AS Vénus - Promu de D2 - AS Dragon - AS Vaiete | - AS Jeunes Tahitiens - AS Manu-Ura - AS Tamarii Faa'a - AS Taravao AC |

## Compétition

### Première phase
Le barème utilisé pour établir le classement est le suivant :
- Victoire : 4 points
- Match nul : 2 points
- Défaite : 1 point

| Rang | Équipe                 | Pts | J  | G | N | P  | Bp | Bc | Diff |
| ---- | ---------------------- | --- | -- | - | - | -- | -- | -- | ---- |
| 1    | AS Manu-UraT +2        | 50  | 16 | 9 | 5 | 2  | 27 | 11 | +16  |
| 2    | AS Tefana+4            | 49  | 16 | 9 | 2 | 5  | 36 | 20 | +16  |
| 3    | AS Dragon +2           | 47  | 16 | 9 | 2 | 5  | 41 | 24 | +17  |
| 4    | AS Pirae               | 43  | 16 | 8 | 3 | 5  | 37 | 34 | +3   |
| 5    | AS Vaiete              | 39  | 16 | 7 | 2 | 7  | 21 | 23 | -2   |
| 6    | AS Tamari Faa'a +2     | 39  | 16 | 6 | 3 | 7  | 34 | 32 | +2   |
| 7    | AS VénusP +2           | 37  | 16 | 6 | 1 | 9  | 22 | 24 | -2   |
| 8    | AS Jeunes Tahitiens +2 | 29  | 16 | 3 | 2 | 11 | 17 | 48 | -31  |
| 9    | AS Taravao AC          | 28  | 16 | 2 | 6 | 8  | 18 | 37 | -19  |

|  | Qualification pour la deuxième phase                 |
|  | Participation à la poule de promotion-relégation     |
|  | T : Tenant du titre P : Promu de division inférieure |

- Pour avoir respecté certaines obligations concernant les entraîneurs et les arbitres, les équipes peuvent obtenir un bonus de deux à quatre points.

### Deuxième phase

#### Poule pour le titre
Les six premiers du classement et le champion de Moorea, l’AS Temanava, s’affrontent à nouveau deux fois pour déterminer le champion. L'AS Manu-Ura démarre la deuxième phase avec un bonus de deux points après avoir terminé en tête de la première phase.
| Rang | Équipe              | Pts | J  | G | N | P | Bp | Bc | Diff |
| ---- | ------------------- | --- | -- | - | - | - | -- | -- | ---- |
| 1    | AS TefanaC +2       | 42  | 12 | 9 | 1 | 2 | 24 | 3  | +21  |
| 2    | AS Vaiete +2        | 33  | 12 | 5 | 4 | 3 | 18 | 17 | +1   |
| 3    | AS Tamarii Faa'a +2 | 33  | 12 | 5 | 4 | 3 | 16 | 16 | 0    |
| 4    | AS Pirae +2         | 31  | 12 | 5 | 2 | 5 | 25 | 24 | +1   |
| 5    | AS Manu-UraT +4     | 28  | 12 | 3 | 3 | 6 | 15 | 18 | -3   |
| 6    | AS Temanava +2      | 26  | 12 | 4 | 0 | 8 | 10 | 21 | -11  |
| 7    | AS Dragon +2        | 25  | 12 | 3 | 2 | 7 | 13 | 22 | -9   |

|  | Qualification pour la Ligue des champions de l'OFC 2010-2011         |
|  | T : Tenant du titre C : Vainqueur de la Coupe de Polynésie française |

- Pour avoir respecté certaines obligations concernant les entraîneurs et les arbitres, les équipes peuvent obtenir un bonus de deux à quatre points.

#### Poule de promotion-relégation
Les trois derniers retrouvent les cinq meilleurs clubs de deuxième division au sein de la poule de promotion-relégation. Les quatre premiers de la poule accèdent ou se maintiennent parmi l'élite. Les trois premiers de phase régulière des premières et deuxième division démarrent avec un bonus respectif de quatre, deux et un point.
| Rang | Équipe                    | Pts | J  | G  | N | P  | Bp | Bc | Diff |
| ---- | ------------------------- | --- | -- | -- | - | -- | -- | -- | ---- |
| 1    | AS Vénus 4+2              | 56  | 14 | 12 | 0 | 2  | 25 | 11 | +14  |
| 2    | AS Excelsior (D2) 1+2     | 42  | 14 | 7  | 4 | 3  | 27 | 18 | +9   |
| 3    | AS Vairao (D2) 4+2        | 41  | 14 | 6  | 3 | 5  | 32 | 19 | +13  |
| 4    | AS Central Sport (D2) 2+2 | 37  | 14 | 5  | 4 | 5  | 24 | 18 | +6   |
| 5    | AS Taravao AC 1+2         | 37  | 14 | 6  | 2 | 6  | 27 | 25 | +2   |
| 6    | AS Roniu (D2) 0+2         | 33  | 14 | 4  | 5 | 5  | 20 | 20 | 0    |
| 7    | AS Aorai (D2) 0+2         | 29  | 14 | 3  | 4 | 7  | 21 | 34 | -13  |
| 8    | AS Jeunes Tahitiens 2+2   | 23  | 14 | 1  | 2 | 11 | 10 | 41 | -31  |

|  | Promotion en Ligue Mana |
|  | Relégation en Division 2 |
|  | 4+2 : Bonification à la suite du classement de la première phase + Bonification vis-à-vis des obligations envers les entraîneurs et les arbitres |

- Pour avoir respecté certaines obligations concernant les entraîneurs et les arbitres, les équipes peuvent obtenir un bonus de deux à quatre points.

## Bilan de la saison
| Championnat de Polynésie française de football 2009-2010 |                      |
| Champion                                                 | AS Tefana (2e titre) |
| Coupes et trophées                                       |                      |
| Vainqueur de la Coupe de Polynésie française 2009-2010   | AS Tefana            |
| Qualifications continentales                             |                      |
| Ligue des champions de l'OFC 2010-2011                   | AS Tefana            |
| Promotions et relégations                                |                      |
| Promus en Ligue Mana                                     | AS Excelsior         |
| Promus en Ligue Mana                                     | AS Vairao            |
| Promus en Ligue Mana                                     | AS Central Sport     |
| Relégués en Division 2                                   | AS Taravao AC        |
| Relégués en Division 2                                   | AS Jeunes Tahitiens  |